# Princípio da equipartição da energia
O princípio da equipartição da energia é um princípio que assevera que para cada grau de liberdade dos entes de um certo tipo de sistema a contribuição para a energia total é de {\displaystyle k{\frac {T}{2}}}, onde {\displaystyle k} é a constante de Boltzmann.

## Formalismo hamiltoniano
Se um sistema apresenta um hamiltoniano cujas coordenadas tem termos quadráticos da forma
{\displaystyle H\left(q,{\dot {q}},t\right)=f\left(q^{2},{\dot {q}}^{2},t\right)}
a contribuição para cada grau de liberdade (ou seja, cada coordenada) é dada por {\displaystyle k{\frac {T}{2}}}.